# Cindy Bell
Cindy Bell  (Eindhoven, 12 augustus 1983) is een Nederlands model, zangeres en (musical)actrice, vooral bekend van haar rollen in diverse musicals van Albert Verlinde Entertainment, zoals Fame, Footloose, Hairspray, Legally Blonde en Ramses.

## Biografie
Cindy Bell studeerde in juni 2006 af aan de Fontys Dansacademie in Tilburg, richting Musicaltheater. Tevens volgde ze diverse workshops in New York en kreeg zangles van onder meer Ellen Evers. In 2001 en 2002 danste en zong ze mee in de ensembles van resp. de musicals Hair en Fame, beiden geproduceerd door de Stichting Theaterplan uit Eindhoven. Voor de Fontys Dansacademie was ze te zien in producties als Musical Mania, History of the Musical Gala, Night Life Queen en The Dutch Don’t Dance. 
Tijdens haar opleiding startte zij in 2005 haar professionele carrière met rollen in de zomervakantieproductie Cafe Diablo naast medestudent William Spaaij, alsmede Ti Ta Tovenaar in het Efteling Theater in de daaropvolgende winter. Na haar eindexamen was ze te zien in Cats en in 2007 deed ze mee aan het RTL 4-programma De weg naar Fame waarin vier hoofdrolspelers werden gezocht voor de musical Fame. Bell was hierbij kandidaat voor de rol van Serena en werd uiteindelijk tweede achter Daphne Flint. In het najaar van 2008 nam Bell de rol van Serena over van Flint die in Piaf ging spelen. Ook in 2009 en 2010 is Bell te zien geweest in belangrijke rollen in producties van V&V Entertainment en de samenwerking met die producent wordt ook in het seizoen 2010 / 2011 voortgezet met de rol van sportinstructrice Brooke in de musical Legally Blonde. Tussen de langer spelende producties in, is er tijd om te spelen in de musicalparodie Musicals Gone Mad, alsmede diverse optredens zoals bij Musical Helpt Haïti en het Bevrijdingsfestival Zwolle 2010. Op 2 maart 2011 werd bekendgemaakt dat Bell was gekozen voor de rol van Liesbeth List in de musical over Ramses Shaffy.
In 2017 deed Bell mee met The Voice of Holland. Hier haalde zij de eerste ronde maar viel af in de tweede.

## Theater
- Café Diablo (Axis Theatre, 2005) - Bella Bella
- TiTa Tovenaar (V&V Entertainment/Efteling, 2005) - Kaatje de moeder
- Cats (Joop van den Ende Theaterproducties, 2006) swing van de rollen Lorrenjopie, Demeter, Mijlenschrok en Electra
- Fame (V&V Entertainment, 2008) - Jill en understudy Grace, Serena
- Fame (Reprise) (V&V Entertainment, 2008) - Serena
- Footloose (V&V Entertainment, 2009) - Ensemble en understudy Irene, Eleonor en Betty, alternate Ariel
- Hairspray (V&V Entertainment, 2009) - Penny
- Musicals Gone Mad (Amsterdam Independent Theatre, 2010) - Soliste
- Inside Out (Theaterconcert, 2010) - Soliste
- Legally Blonde (V&V Entertainment, 2010) - Brooke Wyndham
- Ramses (V&V Entertainment, 2011) - Liesbeth List
- Musicals Gone Mad (Amsterdam Independent Theatre, 2012) - Soliste
- Daddy Cool (Albert Verlinde entertainment, 2012) - ensemble - Mallorca
- Annie (Albert Verlinde Entertainment, 2012-2013) - Lilly
- Sonneveld (Albert Verlinde Entertainment, 16 oktober 2013 - 9 maart 2014) - de lifter
- The Sound of Music (musical) (Albert Verlinde Entertainment, seizoen 2014 / 2015) - Elsa Schräder
- Sonneveld in DeLaMar (Stage Entertainment, 4 februari 2015 - 26 april 2015) - de lifter
- Harrie Babba (Jon van Eerd Pretpakhuis, 2015-2016) - Sultana

## Televisie
- De Weg naar Fame (RTL 4, 2007) - kandidaat voor de rol van Serena;
- Voetbalvrouwen (RTL 4, 2008) - gastrol Huishoudster 1e aflevering 2e seizoen.
- The Voice of Holland (RTL 4, 2017) - kandidaat (zichzelf)

## Film
- 30 Milligram (2013) - Mevrouw Bruins

## Prijzen
- In 2010 is Bell genomineerd voor de John Kraaijkamp Musical Award voor Beste Bijrol in een Grote Productie, voor haar rol van Penny in Hairspray, maar de prijs ging uiteindelijk naar Maike Boerdam.
- In 2011 is Bell opnieuw genomineerd voor de Musical Award voor Beste Bijrol in een Grote Productie, voor haar rol van Brooke in Legally Blonde, maar de prijs ging uiteindelijk naar Marjolijn Touw.